# Biston multidentata
Biston multidentata es una especie de polilla de la familia Geometridae. La especie fue descrita por primera vez por Edward Guedet en 1941 y se puede encontrar distribuido en la Sierra de Chiricahua de Arizona. El holotipo de la especie fue descrita a nivel del pico Fly a una altitud de 9000 a 9300 pies (2743,2 a 2834,6 m) sobre el nivel del mar. La polilla vuela a principios del verano y son infrecuentes en su ambiente y no se ven la mayoría de los años que se les estudia.